# John Michael Talbot

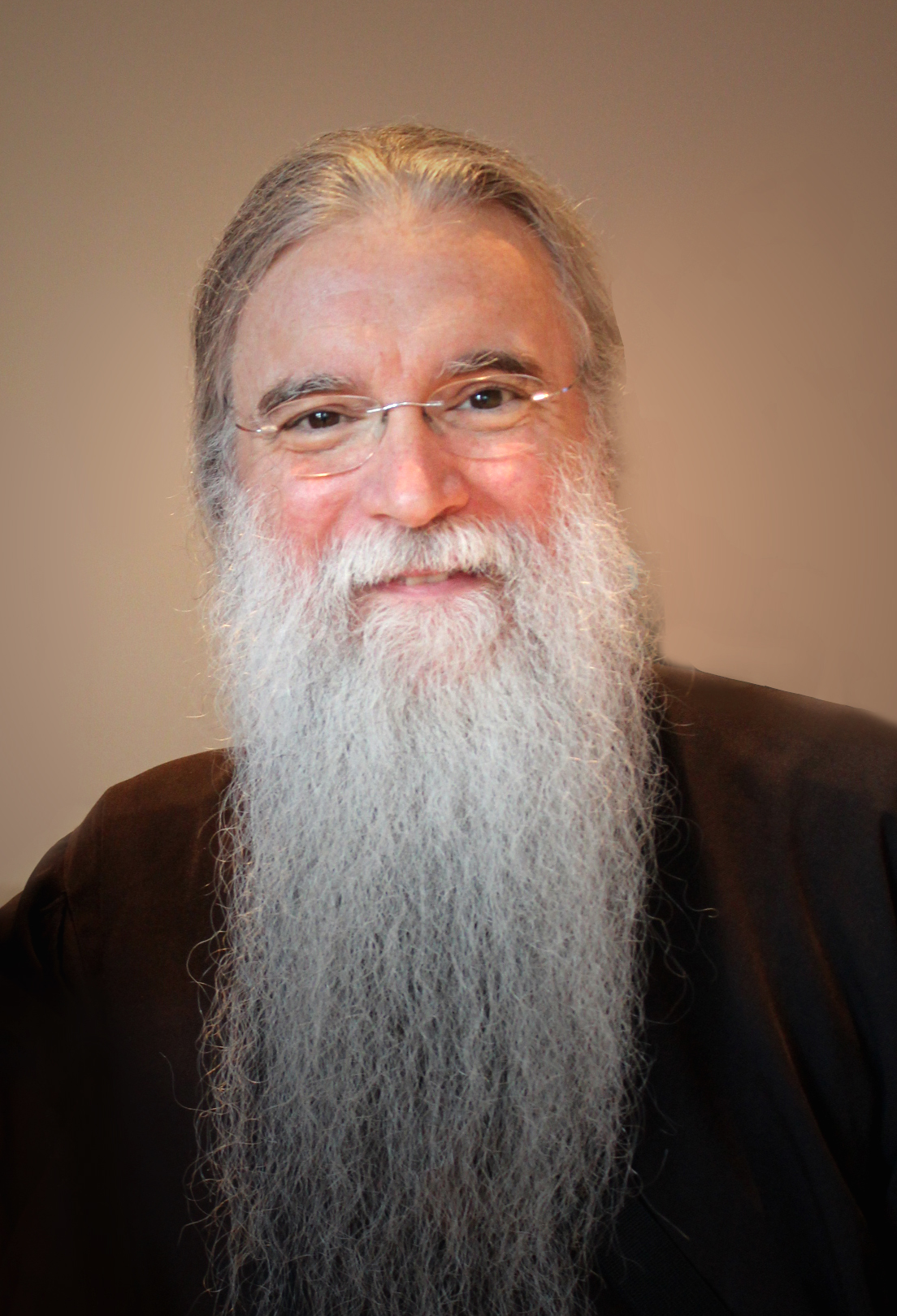
John Michael Talbot

John Michael Talbot (ur. 8 maja 1954 w Oklahoma City, Oklahomie, USA) – amerykański piosenkarz, kompozytor i gitarzysta, tercjarz franciszkański. Jest popularnym piosenkarzem wykonującym utwory poświęcone głównie postaci Jezusa Chrystusa oraz tematyce chrześcijańskiej w myśl nauczania Kościoła katolickiego. Założyciel wspólnoty The Brothers and Sisters of Charity (Bracia i Siostry Miłosierdzia) w Arkansas, USA.

## Życiorys
Urodził się w protestanckiej rodzinie metodystów. Lekcje gry na gitarze rozpoczął w wieku 10 lat. W wieku 15 lat porzucił szkołę, aby dołączyć do grupy Mason Proffit stworzonej przez jego starszego brata, w której pełnił rolę gitarzysty. Zespół wydał 5 płyt i był jednym ze zwiastunów bardzo popularnych zespołów country-rockowych, jak np. Eagles.
Po osiągnięciu sukcesu Talbot rozpoczął duchową wędrówkę, która wiodła go przez wierzenia indiańskie, buddyzm aż po chrześcijaństwo. Na tym etapie on oraz jego brat dołączyli do ruchu Jesus Movement, nagrywając przy tym album "The Talbot Bros." (Bracia Talbot) (wydany najpierw przez wytwórnię Warner Brothers Records, a później przez wytwórnię Sparrow Records jako "Reborn") oraz dwa albumy solowe: "John Michael Talbot" (1976) i "The New Earth" (Nowa Ziemia) (1977) również wydane przez Sparrow Records.
Talbot ożenił się, a następnie rozwiódł się, tracąc przy tym kontakt ze swoją córką, którą zabrała jego była żona. Zdecydował się wtedy unikać opinii publicznej. Zainspirowany lekturą żywota św. Franciszka z Asyżu postanowił rozpocząć studia we franciszkańskim centrum w Indianapolis. Został katolikiem i w 1978 roku przyłączył się do świeckiego zakonu franciszkanów. Założył wspólnotę Braci i Sióstr Miłosierdzia, planował zostać pustelnikiem, jednak rozpoznał, że wolą Bożą jest, by nadał wykonywał swoją muzykę, dlatego kontynuował wykorzystywanie swoich muzycznych talentów do wyrażania swojej wiary. Jego muzyka cechuje się spokojnym, medytacyjnym stylem i łączy tenorowe partie wokalne z gitarą klasyczną. Najbardziej znane albumy Talbot stworzył, aby pomagały w spokojnej medytacji i uwielbieniu Boga.
W dniu 17 lutego 1989 r. biskup diecezji Little Rock Andrew McDonald poprowadził celebrację zawarcia małżeństwa przez Johna Michaela i Violę. Pierwsze małżeństwo Johna Michaela zostało unieważnione.

## Dyskografia
- 1. Reborn (1972)
- 2. John Michael Talbot (1976)
- 3. The New Earth (1977)
- 4. The Lord's Supper (1979)
- 5. Beginnings / The Early Years (1980)
- 6. Come to the Quiet (1980)
- 7. The Painter (1980)
- 8. For the Bride (1981)
- 9. Troubadour of the Great King (1981)
- 10. Light Eternal (1982)
- 11. Songs For Worship Vol. 1 (1982)
- 12. No Longer Strangers (1983)
- 13. The God of Life (1984)
- 14. Songs For Worship Vol. 2 (1985)
- 15. The Quiet (1985)
- 16. Be Exalted (1986)
- 17. Empty Canvas (1986)
- 18. The Heart of the Shepherd (1987)
- 19. Quiet Reflections (1987)
- 20. The Regathering (1988)
- 21. Master Collection (1988)
- 22. The Lover and the Beloved (1989)
- 23. Come Worship the Lord Vol. 1 (1990)
- 24. Come Worship the Lord Vol. 2 (1990)
- 25. Hiding Place (1990)
- 26. The Birth of Jesus (1990)
- 27. The Master Musician (1992)
- 28. Meditations in the Spirit (1993)
- 29. Meditations from Solitude (1994)
- 30. Chant from the Hermitage (1995)
- 31. The John Michael Talbot Collection (1995)
- 32. The Talbot Brothers Collection (1995)
- 33. Brother to Brother (1996)
- 34. Our Blessing Cup (1996)
- 35. Troubadour for the Lord (1996)
- 36. Table of Plenty (1997)
- 37. Hidden Pathways (1998)
- 38. Pathways of the Shepherd (1998)
- 39. Pathways to Solitude (1998)
- 40. Pathways to Wisdom (1998)
- 41. Quiet Pathways (1998)
- 42. Spirit Pathways (1998)
- 43. Cave of the Heart (1999)
- 44. Simple Heart (2000)
- 45. Wisdom (2001)
- 46. Signatures (2003)
- 47. City of God (2005)
- 48. Monk Rock (2005)
- 49. The Beautiful City (2006)
- 50. Living Water 50th (2007)
- 51. Troubadour Years (2008)